# Amel (gemeente)
Amel (Frans: Amblève) is een Duitstalige gemeente met Franstalige faciliteiten in de provincie Luik in België, aan de gelijknamige rivier (in het Nederlands meestal bekend met de Franse naam: Amblève). De gemeente telt ruim 5000 inwoners. De streek waar de gemeente toe gerekend wordt, is de Belgische Eifel.

## Kernen

### Deelgemeenten
| # | Naam       | Opp. (km²) | Inwoners (2020) | Inwoners per km² | NIS-code |
| - | ---------- | ---------- | --------------- | ---------------- | -------- |
| 1 | Amel       | 37,23      | 2.563           | 69               | 63001A   |
| 2 | Heppenbach | 33,56      | 1.191           | 35               | 63001B   |
| 3 | Meyerode   | 42,28      | 1.151           | 27               | 63001C   |

### Overige kernen
De overige kernen zijn Born, Deidenberg, Eibertingen, Halenfeld, Hepscheid, Herresbach, Iveldingen, Medell, Mirfeld, Möderscheid, Montenau, Schoppen, Valender, Wereth.

## Geschiedenis
De naam Amel heeft een Keltische oorsprong en betekent: water. Hier liep ook de heerweg van Reims naar Keulen. Ook liep de Via Mansuerisca door deze streek. In 1868 werden de overblijfselen van een Romeinse villa blootgelegd. In de Keltische en Romeinse tijd werd aan de oevers van de riviertjes naar goud gezocht. Goudwassersheuveltjes uit die tijd getuigen daar nog van. Omstreeks 1900 trachtte men opnieuw goud te vinden, maar zonder groot succes.
Onder de Frankische koning Childerik II (670) werd Amel voor het eerst genoemd. In 716 vond er een veldslag uit de Frankische Burgeroorlog plaats. In de Slag bij Amel versloeg de Austrasische hofmeier Karel Martel toen zijn Neustrische tegenstanders onder leiding van koning Chilperik II en diens hofmeier Raganfrid.
Amel maakt deel uit van de Oostkantons en is derhalve pas sinds 1920 Belgisch geworden als gevolg van het Verdrag van Versailles.

## Verkeer
In 1887 begon het treinverkeer op de Vennbahn, tussen Aken en Troisvierges in het Groothertogdom Luxemburg. Na de Tweede Wereldoorlog werd een deel van deze lijn niet meer hersteld. In 1954 werd het personenverkeer, en in 1982 ook het goederenverkeer beëindigd. In 1972 werd het station gesloopt en in 1987 werden de rails verwijderd. Het traject werd vervolgens omgevormd tot fietspad, de Vennbahnradweg die deel uitmaakt van het RAVel-netwerk.

## Bezienswaardigheden
- De Sint-Hubertuskerk.
- Het Marktkruis
- De Sint-Antoniuskapel

## Afbeeldingen

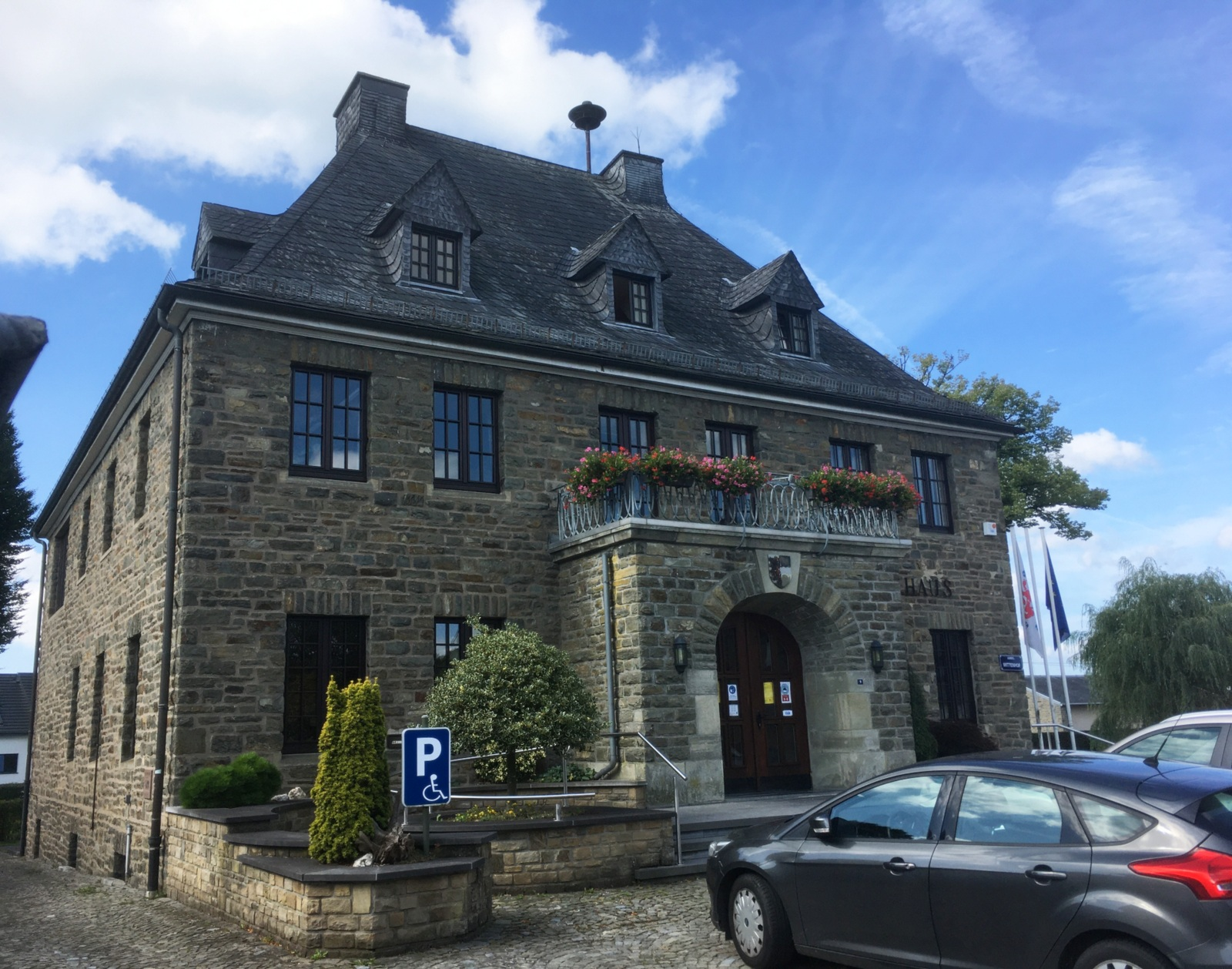
Gemeentehuis Amel
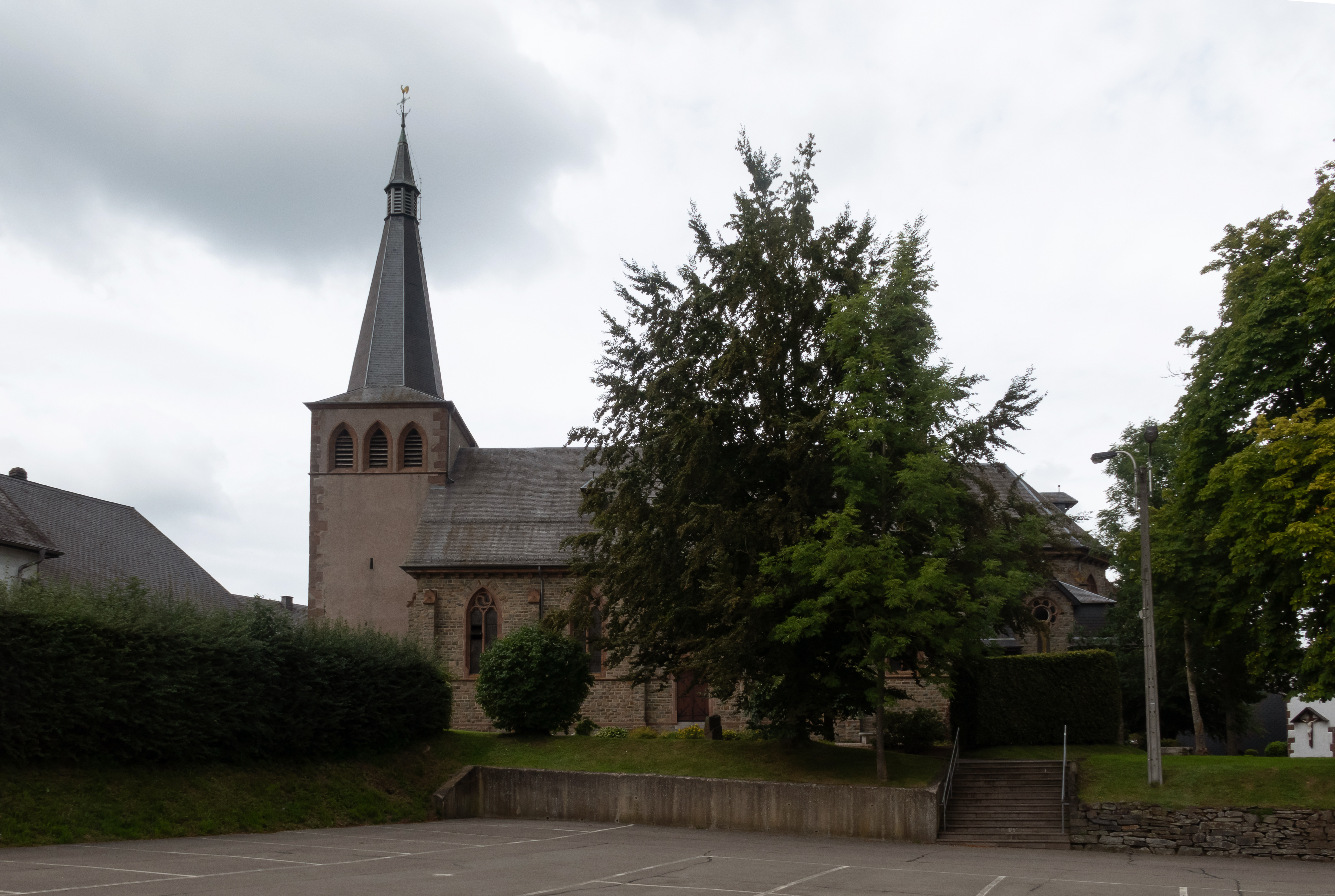
Amel, kerk: Kirche Sankt Huberrtus
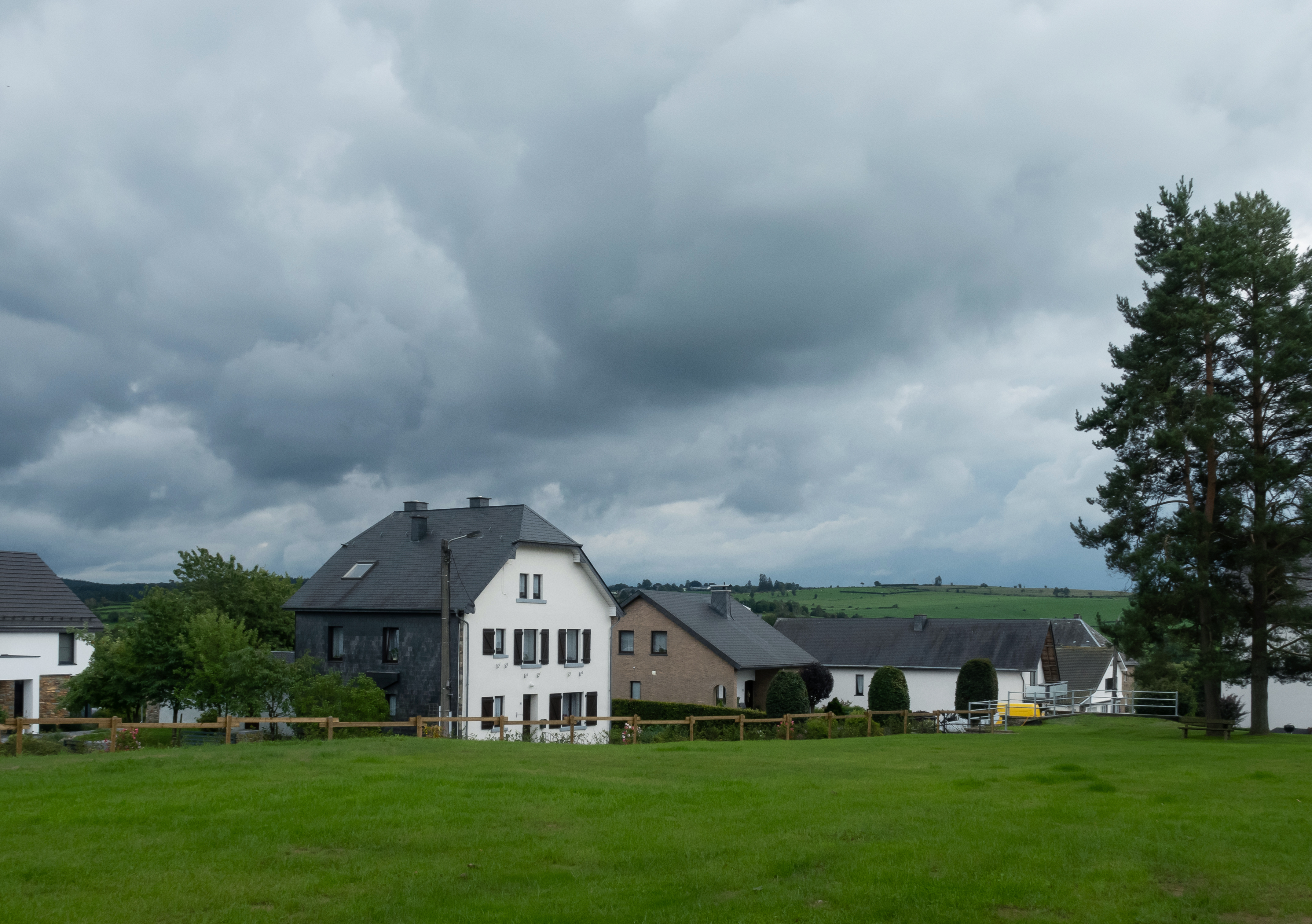
Amel, straatzicht Kircheweg

Zie ook
- Lijst van beschermd erfgoed in Amel

## Geografie
| Aangrenzende gemeenten | Aangrenzende gemeenten | Aangrenzende gemeenten | Aangrenzende gemeenten | Aangrenzende gemeenten |
| ---------------------- | ---------------------- | ---------------------- | ---------------------- | ---------------------- |
| Weismes, Malmedy       |                        | Bütgenbach             |                        |                        |
|                        |                        |                        |                        |                        |
|                        | Büllingen              |                        |                        |                        |
|                        |                        |                        |                        |                        |
|                        |                        | Sankt Vith             |                        |                        |

## Politiek

### Burgemeesters
- 1994-2018 Klaus Schumacher
- 2019-heden Erik Wiesemes

### Resultaten gemeenteraadsverkiezingen sinds 1976
| Partij                                   | 10-10-1976 | 10-10-1976 | 10-10-1982 | 10-10-1982 | 9-10-1988 | 9-10-1988 | 9-10-1994 | 9-10-1994 | 8-10-2000 | 8-10-2000 | 8-10-2006 | 8-10-2006 | 14-10-2012 | 14-10-2012 | 14-10-2018 | 14-10-2018 | 13-10-2024 | 13-10-2024 |
| Stemmen / Zetels                         | %          | 15         | %          | 15         | %         | 15        | %         | 15        | %         | 15        | %         | 17        | %          | 17         | %          | 17         | %          | 17         |
| ---------------------------------------- | ---------- | ---------- | ---------- | ---------- | --------- | --------- | --------- | --------- | --------- | --------- | --------- | --------- | ---------- | ---------- | ---------- | ---------- | ---------- | ---------- |
| NEUE1 / IC2 / G.I.3 / GI Amel 2025-20304 | 44,881     | 7          | 35,962     | 5          | 42,252    | 6         | 51,983    | 8         | 55,433    | 9         | 69,933    | 12        | 63,553     | 12         | 76,613     | 13         | 100,004    | 17         |
| BANC1 / HVA2 / GZ3 / GZ-Mach Mit!4       | 55,121     | 8          | 58,772     | 10         | 57,752    | 9         | 45,872    | 7         | 34,222    | 5         | 30,073    | 5         | 22,834     | 4          | 23,393     | 4          | -          |            |
| B.I.                                     | -          |            | -          |            | -         |           | -         |           | -         |           | -         |           | 13,61      | 1          | -          |            | -          |            |
| Amel-AB                                  | -          |            | -          |            | -         |           | -         |           | 10,35     | 1         | -         |           | -          |            | -          |            | -          |            |
| P.P.                                     | -          |            | -          |            | -         |           | 2,16      | 0         | -         |           | -         |           | -          |            | -          |            | -          |            |
| Ecolo                                    | -          |            | 5,27       | 0          | -         |           | -         |           | -         |           | -         |           | -          |            | -          |            | -          |            |
| Totaal stemmen                           | 3153       | 3153       | 3296       | 3296       | 3637      | 3637      | 3464      | 3464      | 3490      | 3490      | 3578      | 3578      | 3620       | 3620       | 3731       | 3731       | 3559       | 3559       |
| Opkomst %                                |            |            |            |            | 95,35     | 95,35     | 94,39     | 94,39     | 93,62     | 93,62     | 91,98     | 91,98     | 87,74      | 87,74      | 88,88      | 88,88      | 83,84      | 83,84      |
| Blanco en ongeldig %                     | 2,06       | 2,06       | 4,49       | 4,49       | 3,49      | 3,49      | 5,02      | 5,02      | 3,95      | 3,95      | 12,27     | 12,27     | 8,90       | 8,90       | 9,49       | 9,49       | 9,16       | 9,16       |

## Demografische ontwikkeling

### Demografische ontwikkeling voor de fusie
- Bronnen:NIS en Gemeente Amel - Opm:1920 t/m 1970=volkstellingen; 1976= inwoneraantal op 31 december

### Demografische ontwikkeling van de fusiegemeente
Alle historische gegevens hebben betrekking op de huidige gemeente, inclusief deelgemeenten, zoals ontstaan na de fusie van 1 januari 1977.
- Bronnen:NIS, Opm:1930 tot en met 1981=volkstellingen; 1990 en later= inwonertal op 1 januari

| Inwoners van jaar tot jaar op 1 januari 1992 tot heden | Inwoners van jaar tot jaar op 1 januari 1992 tot heden | Inwoners van jaar tot jaar op 1 januari 1992 tot heden |
| jaar                                                   | Aantal                                                 | Evolutie: 1992=index 100                               |
| ------------------------------------------------------ | ------------------------------------------------------ | ------------------------------------------------------ |
| 1992                                                   | 4.774                                                  | 100,0                                                  |
| 1993                                                   | 4.814                                                  | 100,8                                                  |
| 1994                                                   | 4.834                                                  | 101,3                                                  |
| 1995                                                   | 4.869                                                  | 102,0                                                  |
| 1996                                                   | 4.897                                                  | 102,6                                                  |
| 1997                                                   | 4.962                                                  | 103,9                                                  |
| 1998                                                   | 5.000                                                  | 104,7                                                  |
| 1999                                                   | 4.991                                                  | 104,5                                                  |
| 2000                                                   | 5.069                                                  | 106,2                                                  |
| 2001                                                   | 5.081                                                  | 106,4                                                  |
| 2002                                                   | 5.119                                                  | 107,2                                                  |
| 2003                                                   | 5.154                                                  | 108,0                                                  |
| 2004                                                   | 5.244                                                  | 109,8                                                  |
| 2005                                                   | 5.255                                                  | 110,1                                                  |
| 2006                                                   | 5.282                                                  | 110,6                                                  |
| 2007                                                   | 5.331                                                  | 111,7                                                  |
| 2008                                                   | 5.346                                                  | 112,0                                                  |
| 2009                                                   | 5.377                                                  | 112,6                                                  |
| 2010                                                   | 5.461                                                  | 114,4                                                  |
| 2011                                                   | 5.435                                                  | 113,8                                                  |
| 2012                                                   | 5.459                                                  | 114,3                                                  |
| 2013                                                   | 5.468                                                  | 114,5                                                  |
| 2014                                                   | 5.496                                                  | 115,1                                                  |
| 2015                                                   | 5.511                                                  | 115,4                                                  |
| 2016                                                   | 5.492                                                  | 115,0                                                  |
| 2017                                                   | 5.523                                                  | 115,7                                                  |
| 2018                                                   | 5.480                                                  | 114,8                                                  |
| 2019                                                   | 5.474                                                  | 114,7                                                  |
| 2020                                                   | 5.486                                                  | 114,9                                                  |
| 2021                                                   | 5.523                                                  | 115,7                                                  |
| 2022                                                   | 5.569                                                  | 116,7                                                  |
| 2023                                                   | 5.599                                                  | 117,3                                                  |
| 2024                                                   | 5.612                                                  | 117,6                                                  |
| 2025                                                   | 5.608                                                  | 117,5                                                  |

## Nabijgelegen kernen
Montenau, Born, Iveldingen, Meyerode, Mirfeld, Möderscheid, Schoppen, Eibertingen